# Moskva-Belorusskij banegård
Belorusskij banegård (russisk: Белорусский вокзал, tr. Belorusskij vokzal, også kendt som Moskva-Passazjirskaja-Smolenskaja banegård (russisk: Москва-Пассажирская-Смоленская вокзал tr. Moskva-Passazjirskaja-Smolenskaja vokzal) er en af ni jernbanestationer i Moskva. Jernbanestationen blev åbnet i 1870 og ombygget til sin nuværende form fra 1907 til 1912.

## Betjening
Belorusskij banegård betjener langdistancetog til områderne vest og syd-vest for Moskva, og et tog mod nordøst (på Savjolovskojelinjen til Rybinsk og videre til Uglitj, Vesegonsk og Pestovo) og mod syd (til Anapa gennem Tula, Kursk, Voronezj og Rostov ved Don). Stationen betjenes også af de lokale pendlertog til Usovo, Odintsovo, Golitsyno, Kubinka I, Mozjajsk (herunder ekspresservice), Borodino og Zvenigorod samt Aeroexpress service til Sjeremetevo Lufthavn.
Stationen er ikke endestation. En transitlinje fortsætter på Aleksejevskajalinjen til Kurskij banegården og til Savjolovskaja pendlerstation, Moskva-Stankolit pendlerstation samt Rzjevskaja pendlerstation. Ca. 1500 passagerer benytter Belorusskij station i timen.
Belorusskij banegården er underlagt Moskva regionale direktorat for jernbanestationer. Stationen er en del af Moskva-Smolensk enheden under Moskva Direktorat for jernbanetrafik-kontrol.

## Historie
Konstruktion af jernbanen fra Moskva til Smolensk, og derefter til Minsk og Warszawa, indledtes i anden halvdel af 1860'erne. Konstruktion af stationen, da kendt som Smolenskij, begyndte i slutningen af april 1869. [3] En storslået åbning af Moskva-Smolensk jernbanen fandt sted den 19. september 1870. Stationen blev den sjette i Moskva. I november 1871 efter udvidelsen af jernbanen til Hviderusland blev stationen omdøbt til Belorusskij Station. Den 15. maj 1910 åbnede den højre fløj af den nye station, og den 26. februar 1912 åbnedes venstre fløj. 
- Belorusskij Station 1905
- Belorusskij Station 1911

Stationen er tegnet af arkitekt Ivan Strukov. Den 4. maj 1912 blev jernbanen omdøbt til Alexandr jernbane og stationen omdøbt Alexandr Station til ære for zar Alexandr. I august 1922 blev Alexandrjerbanen og Moskva-Baltiske jernbaner samlet i Moskovsko-Belorussko-Baltijskuju. Samtidig blev stationen omdøbt til Belorussko-Baltijskij station. I maj 1936, efter endnu en reorganisering af jernbanerne, fik stationen sit nuværende navn, Belorusskij Station.

## Aeroexpress
I september 2007 genoptog OAO "Aeroexpress" jernbaneforbindelsen til Sjeremetevo Lufthavn. Udgifterne til ombygningen på Belorusskij station blev anslået til US millioner $ 7,7 og involverede opførelsen af en ny terminal, der er blevet en af de vigtigste forbindelser for trafikken mellem Moskva og lufthavnen. Den nye Belorusskij terminal er placeret i en fjerde banegårdshal og dækker et område på 600 m². Passagerer, der skal flyve fra Sjeremetevo, kan tjekke ind på selvbetjeningsautomater i terminalen. Terminalen blev åbnet den 27. august 2009.
I juni 2008 afsluttedes opførelsen af en ny jernbanestation ved Sjeremetevot. Nyt specialbyggede rullende materiel, det elektriske ED4MKM-Aero udviklet af ZAO "Transmashholding", betjener linjen.
Bagagecheck-in på Belorusskij terminal blev afskaffet den 1. december 2010 i forbindelse med den kraftige stigning i antallet af passagerer. enkeltrejser koster 500 rubler (1000 rubler for business class).

## Tog og destinationer

### Langdistancetog
| Tognummer | Tognavn                                             | Destination                                                 | Drevet af                                    |
| --------- | --------------------------------------------------- | ----------------------------------------------------------- | -------------------------------------------- |
| 001/002   | Belarus (hviderussisk, russisk: Беларусь)           | Minsk                                                       | Hvideruslands Jernbaner                      |
| 003/004   | Minsk (hviderussisk: Мінск, russisk: Минск)         | Minsk                                                       | Hvideruslands Jernbaner                      |
| 005/006   | Lietuva (litauisk: Lietuva)                         | Vilnius                                                     | Lietuvos Geležinkeliai                       |
| 009/010   | Polonez (polsk: Polonez, russisk: Полонез)          | Warszawa                                                    | Polskie Koleje Państwowes Ruslands Jernbaner |
| 025/026   | Svislotj (hviderussisk: Свіслач, russisk: Свислочь) | Minsk                                                       | Hvideruslands Jernbaner                      |
| 027/028   | Brest (hviderussisk: Брэст, russisk: Брест)         | Brest                                                       | Hvideruslands Jernbaner                      |
| 029/030   | Jantar (russisk: Янтарь)                            | Kaliningrad                                                 | Ruslands Jernbaner                           |
| 039/040   | Dvina (hviderussisk: Дзвіна, russisk: Двина)        | Polotsk                                                     | Hvideruslands Jernbaner                      |
| 055/056   | Sozj (hviderussisk, russisk: Сож)                   | Homel (vogne videreføres til: Salihorsk)                    | Hvideruslands Jernbaner                      |
| 077/078   | Neman (hviderussisk: Нёман, russisk: Неман)         | Grodno                                                      | Hvideruslands Jernbaner                      |
| 601/602   | Rybinsk (russisk: Рыбинск)                          | Rybinsk (vogne videreføres til: Vesegonsk, Pestovo, Uglitj) | Ruslands Jernbaner                           |
| 603/604   | Smolensk (russisk: Смоленск)                        | Smolensk                                                    | Ruslands Jernbaner                           |

### Andre destinationer
| Land         | Destination                                      |
| ------------ | ------------------------------------------------ |
| Østrig       | Innsbruck, Wien                                  |
| Hviderusland | Mahiljow                                         |
| Tjekkiet     | Cheb, Prag                                       |
| Frankrig     | Nice, Paris                                      |
| Tyskland     | Berlin, Frankfurt, Hanover, Mannheim             |
| Rusland      | Anapa, Arkhangelsk, Tjerepovets, Usinsk, Vorkuta |
| Schweiz      | Basel                                            |

### Regionaltogs destinationer
Regionaltog (elektritjka) forbinder Belorusskij station med byerne Barvíkha, Usovo, Odintsovo, Golitsyno, Zvenigorod, Kubinka og Mozjajsk.
Nogle regionaltog (elektritjka) går via Savjolovskij banegård til stationerne Dolgoprudnyj, Lobnja, Iksja, Dmitrov, Taldom og Dubna samt via Kurskij banegård til stationerne Sjtjerbinka, Podolsk og Serpukhov.

### Lufthavnsforbindelse
Belorusskij station er forbundet med Sjeremetevo Lufthavn via Aeroexpresstog.

### Metro linjer
| Foregående station                 |  | Moskvas metro          |  | Næste station                    |
| ---------------------------------- |  | ---------------------- |  | -------------------------------- |
| Dinamomod Rechnoy Vokzal           |  | Zamoskvoretskajalinjen |  | Mayakovskajamod Alma-Atinskaja   |
| Krasnopresnenskaja mod uret / ydre |  | Koltsevajalinjen       |  | Novoslobodskaja med uret / indre |